# 阿尔农河畔圣乔治
阿尔农河畔圣乔治（法語：Saint-Georges-sur-Arnon，法語發音：[sɛ̃ ʒɔʁʒ syʁ aʁnɔ̃]），法国中部市镇，位于中央-卢瓦尔河谷大区安德尔省，隶属于伊苏丹区，其市镇面积为23.87平方公里，2022年1月1日时人口数量为554人，在法国城市中排名第15,119位。
阿尔农河畔圣乔治位于安德尔省东北部，阿尔农河畔，其东侧与谢尔省接壤，多条公路在此交汇。

## 地名来源
“Saint-Georges”一名可能出自基督教圣人Sancti Georgii，其具体生平尚有待考证；“-sur-Arnon”这一后缀自1958年起成为当地官方名称的一部分。

## 历史
阿尔农河畔圣乔治的早期历史尚不清楚，该地历史上长期为贝里地区的一处普通农业聚落。法国大革命后，圣乔治成为安德尔省的一个市镇。

## 地理

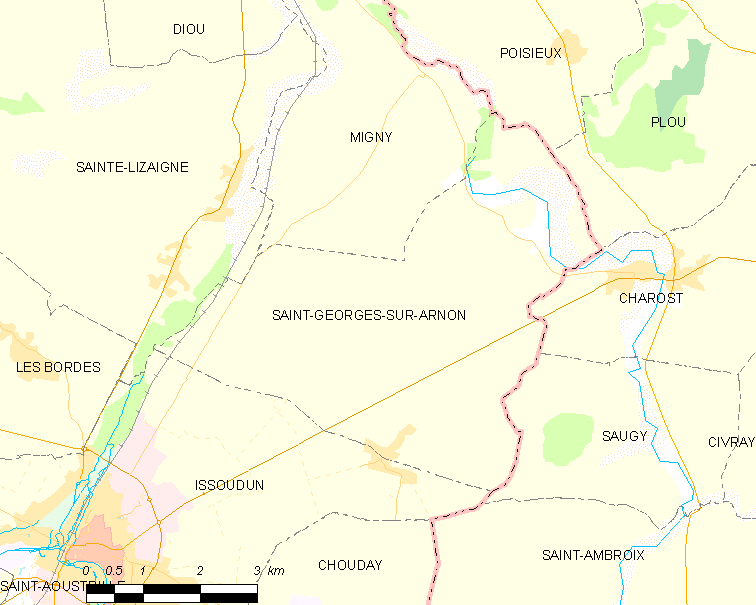
阿尔农河畔圣乔治市镇范围地图

阿尔农河畔圣乔治位于法国中部，中央-卢瓦尔河谷大区中南部偏东和安德尔省东北部，距离省会沙托鲁大约39公里。与阿尔农河畔圣乔治接壤的市镇包括：伊苏丹、沙罗、圣利宰涅、米尼、普瓦雪、普卢和索日。

### 地形
阿尔农河畔圣乔治位于贝里平原腹地，境内以平原和缓丘为主，市镇中心地势较为平坦，靠近阿尔农河的部分区域略有下切，全境海拔在117到161米之间。

### 水文
阿尔农河畔圣乔治位于卢瓦尔河流域范围内，阿尔农河自东南向西北流经镇中心东侧，该河东岸还有一处洪水后形成的湖泊。

### 植被
阿尔农河畔圣乔治属于温带阔叶混交林区，林地多集中于河流附近。
在鲜花城市的评比中，阿尔农河畔圣乔治被评为2星级鲜花城市。

### 气候
阿尔农河畔圣乔治在柯本气候分类法中属于温带海洋性气候（Cfb）。

## 行政区划
阿尔农河畔圣乔治的市镇编号为36195，邮政编号为36100。
在行政管理方面，阿尔农河畔圣乔治隶属于法国中央-卢瓦尔河谷大区安德尔省伊苏丹区；在地方选举方面，阿尔农河畔圣乔治隶属于伊苏丹县，其市镇范围全境被划入安德尔省第二选区；在社会管理方面，阿尔农河畔圣乔治是伊苏丹地区市镇公共社区的组成部分。
截至2024年6月，阿尔农河畔圣乔治市镇范围内暂无任何城市敏感街区及城市政策优先街区。
法国国家统计与经济研究所（简称“INSEE”）在进行数据统计时，未将阿尔农河畔圣乔治划入任何城市核心区（Unité urbaine），并将包括阿尔农河畔圣乔治在内的周边共11个市镇划为伊苏丹城市区。自2020年起，伊苏丹城市区被包含20个市镇的伊苏丹城市辐射区代替。 此外，INSEE还将阿尔农河畔圣乔治市镇整体看作一个“块区”（IRIS），以便于统计人口分布情况。

## 交通

### 公路
法国国道N151线经过阿尔农河畔圣乔治市镇范围南部，另有安德尔省省道D2线、D9线、D9a线和D34线在阿尔农河畔圣乔治境内交汇。
2020年，75.5%的阿尔农河畔圣乔治家庭拥有至少一辆私人汽车。2018年，阿尔农河畔圣乔治境内共发生各类交通事故1起，造成2人受伤，其中1人重伤。
| 12 | 38 |

| 7 | 23 |

| 沙托鲁 | 39 |

| 伊苏丹 | 10 |

| 布尔日 | 28 |

| 谢尔河畔圣弗洛朗 | 13 |

| 圣利宰涅 | 5.5 |

| 沙罗 | 2.3 |

### 铁路
距离阿尔农河畔圣乔治最近的运营中的客运铁路车站为5.3公里外的圣利宰涅站，该站停靠往返于奥尔良和克勒兹河畔阿让通一线的区域列车，部分班次可直通利摩日。

### 航空
阿尔农河畔圣乔治距离沙托鲁机场的公路里程大约36公里。

### 城市公共交通
阿尔农河畔圣乔治是伊苏丹城市公共交通（商业名称为“TIGR”）的服务范围。截至2024年6月，该系统共包括一条市区线路和三条郊区线路，其中郊区2路经过阿尔农河畔圣乔治市区。

## 政治

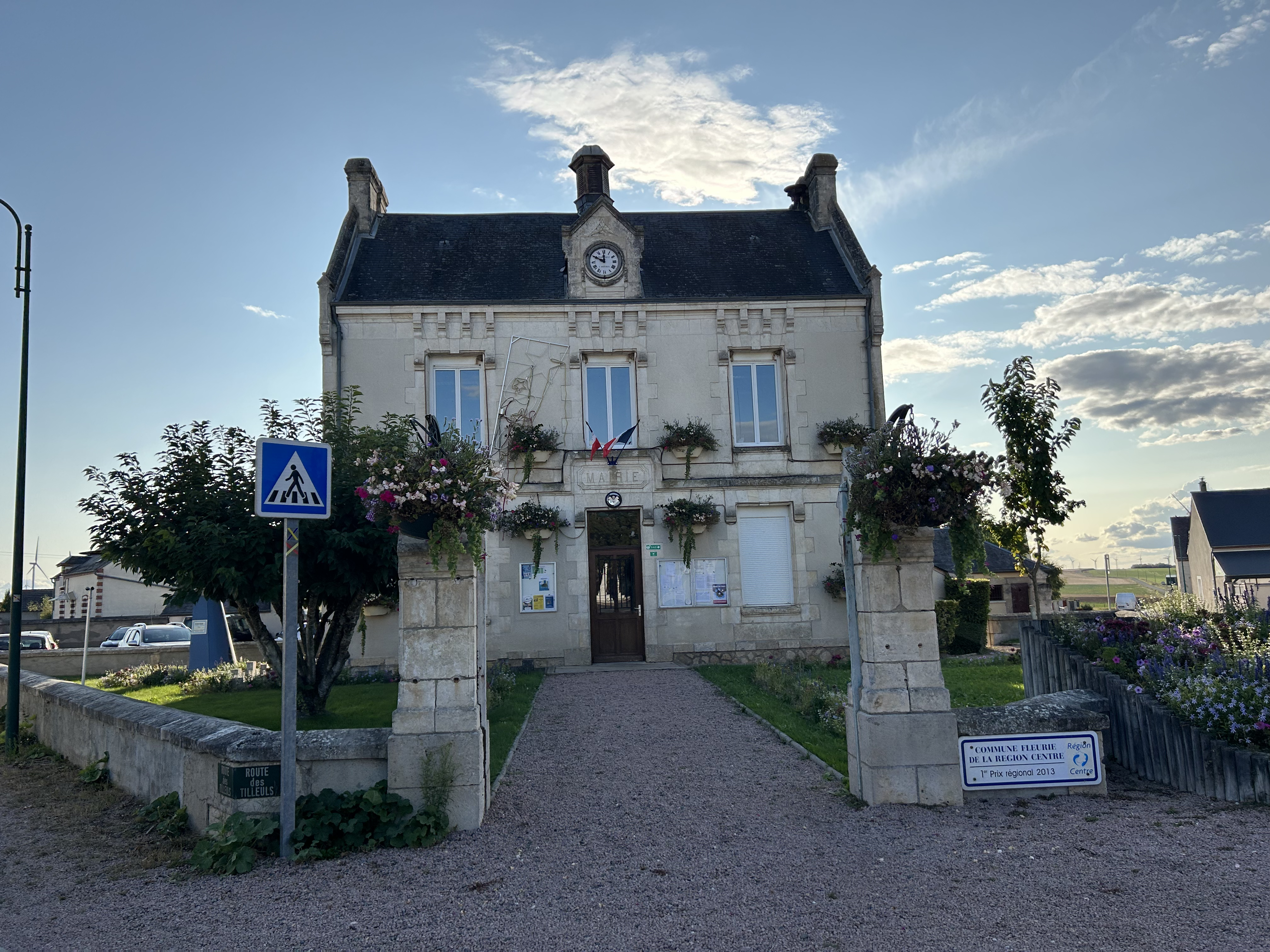
阿尔农河畔圣乔治市政厅

阿尔农河畔圣乔治的现任市长为雅克·帕拉先生（Jacques PALLAS），他是一名无党派人士，在2020年的市政选举中获得了100%的支持率（无其他候选人）。
在2022年的法国总统大选的第二轮选举中，法国极右翼政党国民阵线主席玛丽娜·勒庞在阿尔农河畔圣乔治获得了57.35%的支持率。

## 人口
2021年，阿尔农河畔圣乔治市镇人口数量为572，在法国排名第15,119位。其中男性293人，女性279人，75岁及以上人口占4.4%，外籍人口数量为3人，人口密度为24人/平方公里，当地男性居民被称为Georgiens或Georgeois，女性居民被称为Georgiennes或Georgeoises。2022年，阿尔农河畔圣乔治境内出生0人，死亡人口3人。
| 阿尔农河畔圣乔治1901年－2021年人口变化情况 |
|                                            |
| 数据来源：Cassini、INSEE                   |

## 经济
2023年，阿尔农河畔圣乔治市镇范围内共有各类用人单位（包含自雇）77家，比上一年同期新增10家。

## 财政与居民收入
2022年，阿尔农河畔圣乔治的财政收入总额为680,840欧元，财政支出总额为529,420欧元，当年的债务总额为651,870欧元。2022年，阿尔农河畔圣乔治市镇通过增值税获得1,090欧元的收入，此外当地还共获得了82,600欧元的国家直接财政补助。
| 阿尔农河畔圣乔治居民收入情况                     | 阿尔农河畔圣乔治居民收入情况 | 阿尔农河畔圣乔治居民收入情况 | 阿尔农河畔圣乔治居民收入情况 |
| 内容                                             | 阿尔农河畔圣乔治             | 法国                         | 统计年份                     |
| ------------------------------------------------ | ---------------------------- | ---------------------------- | ---------------------------- |
| 征税家庭总数                                     | 235                          | 1,081（法国市镇平均）        | 2022年                       |
| 居民平均月收入                                   | 2,484欧元                    | 2,435欧元                    | 2022年                       |
| 高级职员人均月收入                               | 不详                         | 4,331欧元                    | 2021年                       |
| 中级职员人均月收入                               | 不详                         | 2,470欧元                    | 2021年                       |
| 普通职员人均月收入                               | 不详                         | 1,801欧元                    | 2021年                       |
| 贫困率                                           | 不详                         | 14.5%                        | 2020年                       |
| 青壮年（15至64岁）失业率                         | 7.2%                         | 7.4%                         | 2020年                       |
| 征税家庭数量占比                                 | 58.5%                        | 45.5%                        | 2020年                       |
| 家庭年均纳税                                     | 2,357欧元                    | 4,393欧元                    | 2022年                       |
| 资料来源：INSEE、L'Internaute、Le Journal du Net |                              |                              |                              |

## 社会事务

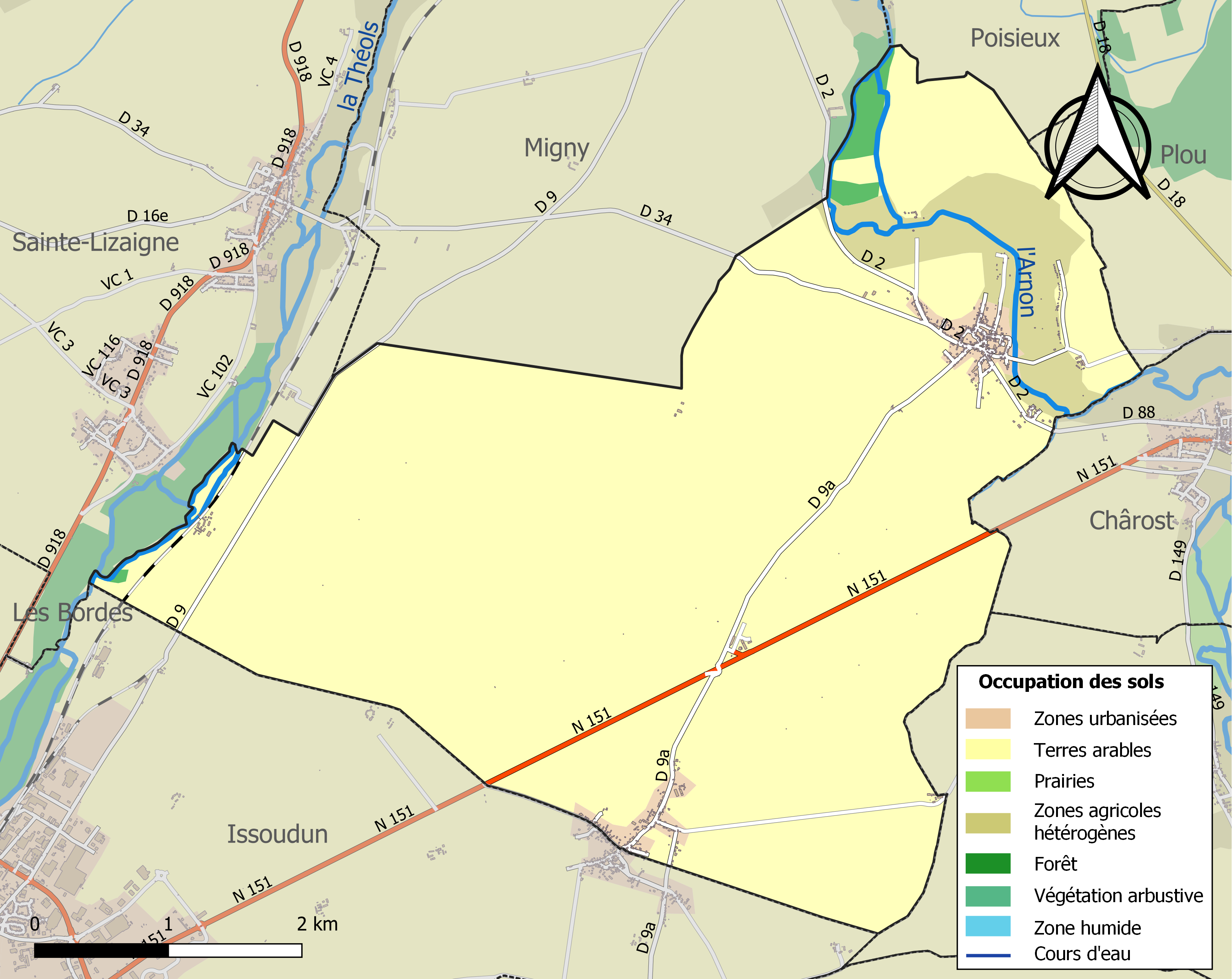
阿尔农河畔圣乔治土地利用情况地图

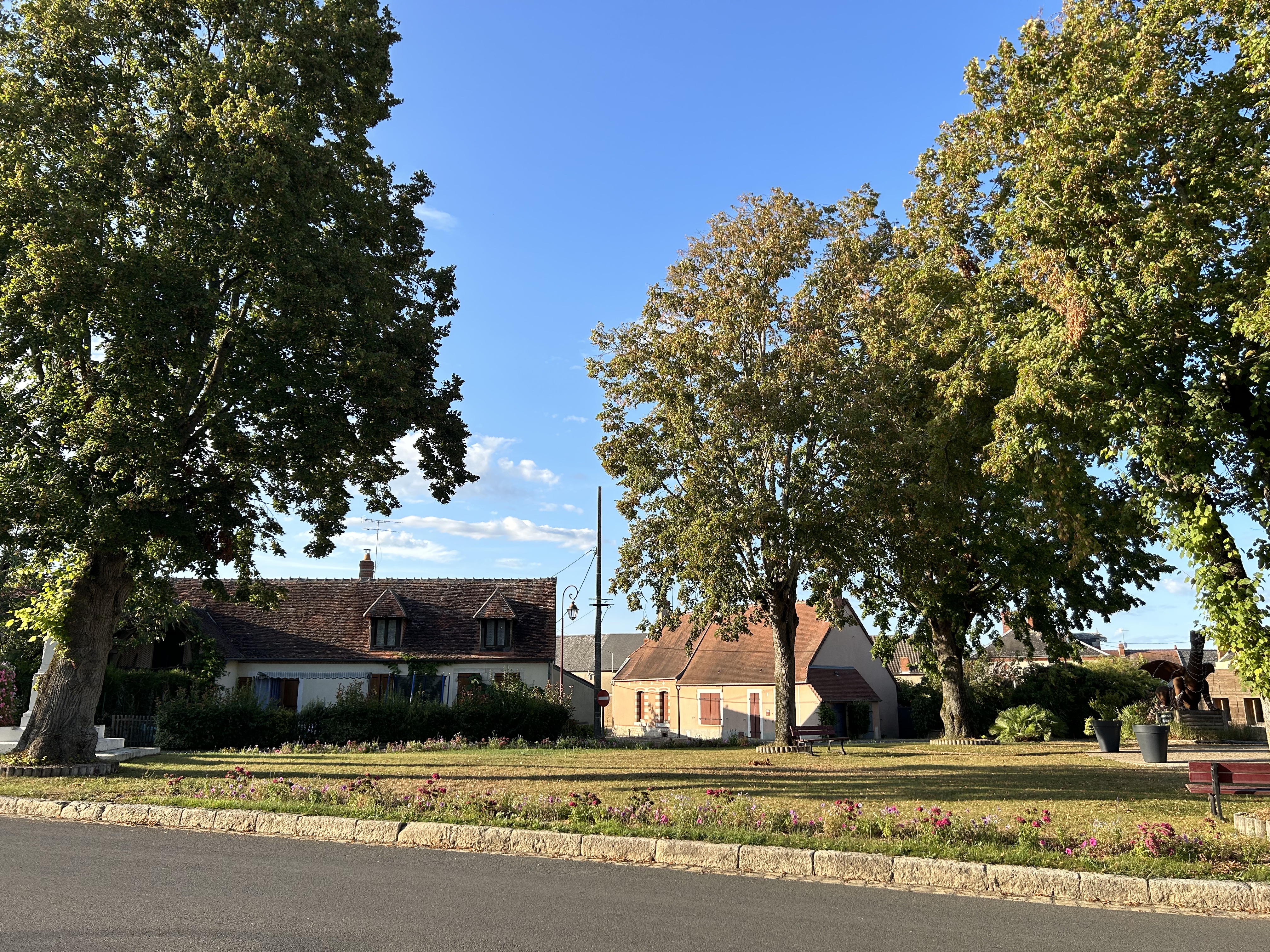
阿尔农河畔圣乔治镇中心的广场

### 教育
阿尔农河畔圣乔治属于奥尔良-图尔学区。截至2021年1月1日，阿尔农河畔圣乔治境内暂无任何教育机构。

### 医疗
截至2022年1月1日，阿尔农河畔圣乔治境内共有护士1名。
距离阿尔农河畔圣乔治最近的区域性医疗机构为伊苏丹中心医院（Centre Hospitalier d'Issoudun），其主病区白塔医院（Hôpital de la Tour Blanche）位于伊苏丹市区，距离阿尔农河畔圣乔治市区的正常车程大约10分钟，该院设有床位413个。

### 住房
2020年，阿尔农河畔圣乔治境内共有各类住房306套，其中96.7%为独立式住宅，2.0%为集中式住宅。常住房屋占阿尔农河畔圣乔治市镇范围内居民建筑总量的78.4%。
在住房保障政策方面，2018年，阿尔农河畔圣乔治境内共有小于5户家庭获得了住房经济补助，受益人数占总人口数量的0，其中0份为房租补助。

### 商业
2021年，阿尔农河畔圣乔治境内共有各类实体商铺4家，其中汽车维修店1家。

### 体育
2021年，阿尔农河畔圣乔治境内共有2处网球场以及2处足球或橄榄球场。
截至2024年6月，阿尔农河畔圣乔治境内暂无任何注册足球俱乐部。

### 环境
阿尔农河畔圣乔治的环境事务由其所属的伊苏丹地区市镇公共社区联合各级政府协调负责。2021年，阿尔农河畔圣乔治境内暂无污染企业。

### 治安
阿尔农河畔圣乔治及其附近的共71个市镇是伊苏丹国家宪兵队（zone gendarmerie d'Issoudun）的管辖范围。2020年，该宪兵队累计记录各类案件1,473起，其中盗窃类案件746起，经济类案件220起，毒品交易类案件37起。

## 文化

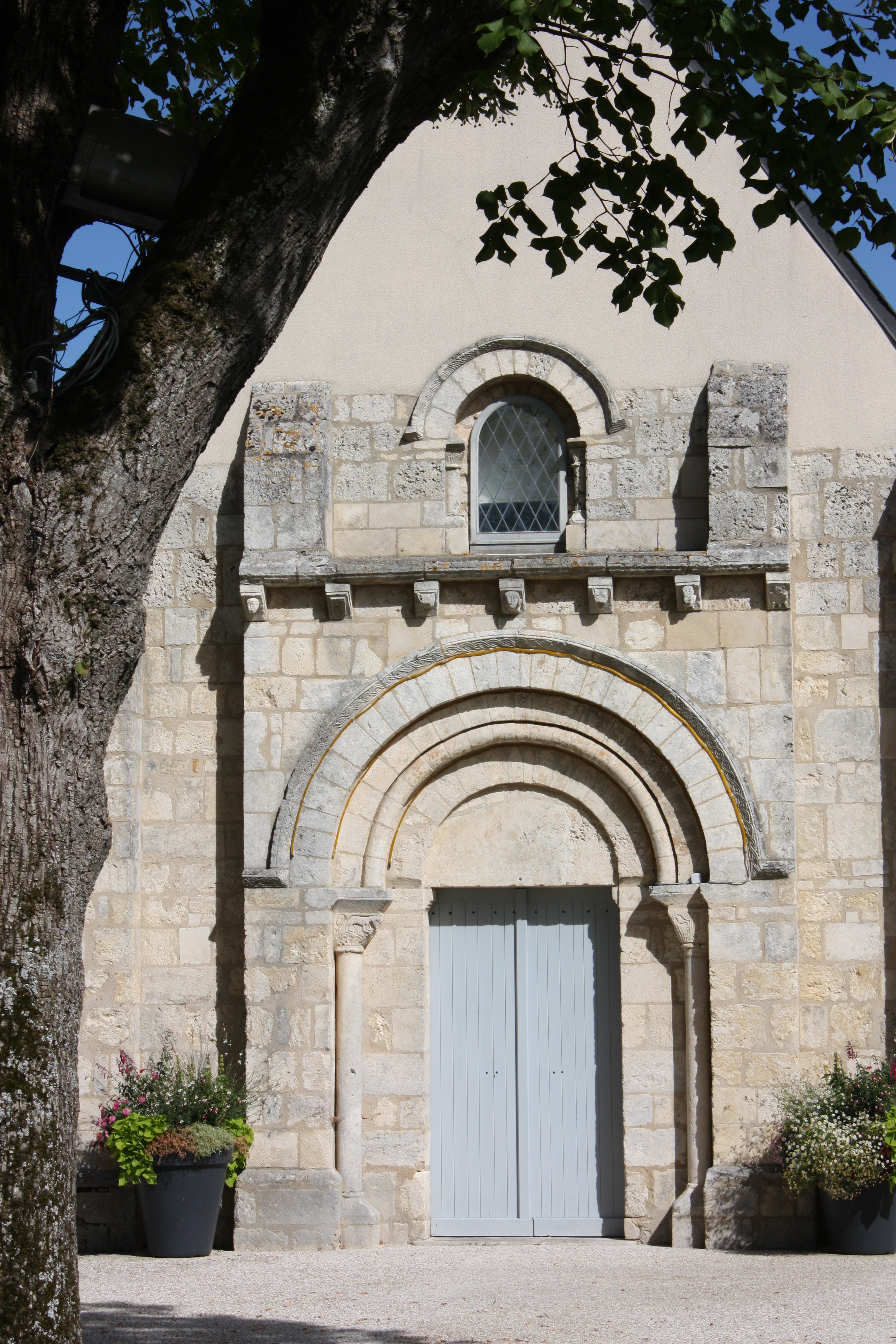
圣乔治教堂

2021年，阿尔农河畔圣乔治境内暂无任何文化设施。阿尔农河畔圣乔治境内建有市政图书馆（Bibliothèque Municipale），每周一至五向公众开放。

### 建筑
阿尔农河畔圣乔治境内有多处历史建筑，其中镇中心的圣乔治教堂（Église Saint-Georges de Saint-Georges-sur-Arnon）是当地的地标性建筑物。

### 旅游
阿尔农河畔圣乔治的旅游事务由其所属的伊苏丹地区市镇公共社区联合各级政府协调负责。2023年，阿尔农河畔圣乔治境内暂无任何游客接待设施。

### 媒体
法国主要的媒体均可在阿尔农河畔圣乔治接收，法国电视三台下属的中央-卢瓦尔河谷大区频道在部分时段播出阿尔农河畔圣乔治所在安德尔省的地方新闻。《中西部新共和国报》、蓝色法兰西贝里广播、伊苏丹贝里第一电视台等是当地主要的地方性媒体。

## 友好城市
截至2024年6月，阿尔农河畔圣乔治暂未建立任何友好城市关系。